# Stylops liliputanus
Stylops liliputanus  (лат.) — вид веерокрылых насекомых рода Stylops из семейства Stylopidae. Западная Европа: Испания.
Паразиты пчёл видов Andrena (Aciandrena) astrella Warncke, Andrena (Aciandrena) hystryx Schmiedeknecht, Andrena (Graecandrena) montarco Warncke, Andrena (Micrandrena) bayona Warncke, Andrena (Micrandrena) exigna Erichson, Andrena (Micrandrena) minutuloides Perkins  (Andrena, Andrenidae).  Лапки самцов 4-члениковые, усики 6-члениковые с боковыми отростками. Голова поперечная. Обладают резким половым диморфизмом: самцы крылатые (2 пары узких крыльев: передние маленькие и узкие, задние широкие), самки бескрылые червеобразные эндопаразиты.
Вид был впервые описан в 1974 году энтомологом Луна де Карвальо   (Luna de Carvalho E.).